# Fiesta en la Azotea: en vivo desde el Auditorio Nacional
Fiesta en la Azotea: En Vivo Desde el Auditorio Nacional es el primer DVD de la cantante mexicana Belinda, lanzado en el año 2004 bajo el sello discográfico de Sony BMG. Forma parte de la gira del mismo nombre que el DVD.

## Información
Fue grabado en vivo en el Auditorio Nacional de la Ciudad de México, tras haber batido el récord con 12 conciertos consecutivos llenos. Este auditorio se encuentra entre los 4 mejores del mundo, con 10 000 personas de capacidad.
Esta producción discográfica fue certificada platino y oro, vendiendo más de 800 000 unidades y fue lo que marcó el alejamiento de Belinda de este sello discográfico, dado que no le habían prestado la suficiente atención a este trabajo y el mismo había tenido una deficiente promoción y penosa distribución. Belinda, continuó de este modo su carrera en la discográfica EMI Televisa Music, a la cual entró en el 2006.

## Contenido
| Concierto |                                        | |          |  |
| N.º       | Título                                 | Escritor(es)                                                                                        | Duración |  |
| 1.        | «Niña De Ayer» (Everyday Girl)         | Fredrik Björk, Per Eklund, Maurice Stern, Belinda                                                   |          |  |
| 2.        | «Superstar»                            | Alejandro Abaroa, Christina Abaroa, Pablo Aguirre                                                   |          |  |
| 3.        | «Vivir» (Any Better)                   | Gustav "Grizzly" Jonsson, Marcus "Mack" Sepehrmanesh, Tommy Tysper, Maurice Stern, Belinda          |          |  |
| 4.        | «Sin Dolor» (Turn The Page)            | Andreas Michael Carlsson, Alban Herlitz, Negin Djafari, Maurice Stern, Belinda                      |          |  |
| 5.        | «No Entiendo» (I Don't Understand You) | Daniel Gibson, Maurice Stern, Belinda                                                               |          |  |
| 6.        | «Lazos»                                | Alejandro Abaroa, Alejandro Carballo                                                                |          |  |
| 7.        | «Aventuras En El Tiempo»               | Alejandro Abaroa, Christina Abaroa, Pablo Aguirre                                                   |          |  |
| 8.        | «Lo Puedo Lograr» (Someday)            | Niklas Hillbom, Thomas Jansson, Maurice Stern, Belinda                                              |          |  |
| 9.        | «Amigos X Siempre»                     | Alejandro Abaroa, Jesús "Chuy" Flores                                                               |          |  |
| 10.       | «El Baile Del Sapito»                  | Alejandro Abaroa, Christina Abaroa, Pablo Aguirre                                                   |          |  |
| 11.       | «Boba Niña Nice» (Teenage Superstar)   | Daniel Gibson, Jörgen Ringqvist, Maurice Stern, Belinda                                             |          |  |
| 12.       | «De Niña A Mujer»                      | Alejandro Abaroa, Christina Abaroa, Pablo Aguirre                                                   |          |  |
| 13.       | «Cómplices Al Rescate»                 | Alejandro Abaroa, Christina Abaroa, Pablo Aguirre                                                   |          |  |
| 14.       | «Ángel» (Once In Your Lifetime)        | Graeme Pleeth, Shellie Poole, Maurice Stern, Belinda                                                |          |  |
| 15.       | «¿Dónde Iré Yo?» (Disposition)         | Robert Habolin, Mats Jansson, Marcus "Mack" Sepehrmanesh, Pichardo González, Maurice Stern, Belinda |          |  |
| 16.       | «Be Free»                              | Belinda                                                                                             |          |  |
| 17.       | «Lo Siento» (I'm Sorry)                | Lucy Abbot, Sara Eker, Cheryl Parker, Twin, Maurice Stern, Belinda                                  |          |  |

- Incluye detrás de cámaras "Fiesta en la Azotea".[8]

### Bonus
| Videoclips |                                      |                  |          |  |
| N.º        | Título                               | Director         | Duración |  |
| 1.         | «Ángel» (Once In Your Lifetime)      | Alejandro Lozano |          |  |
| 2.         | «Lo Siento» (I'm Sorry)              | Oliver Castro    |          |  |
| 3.         | «Boba Niña Nice» (Teenage Superstar) | Víctor González  |          |  |
| 4.         | «Be Free»                            | Rodolfo Ladaga   |          |  |
| 5.         | «Vivir» (Any Better)                 | Alejandro Lozano |          |  |
| 6.         | «Detrás de cámaras de video "Ángel"» | Juan Williams    |          |  |

| Karaoke |                                      |          |  |
| N.º     | Título                               | Duración |  |
| 1.      | «Ángel» (Once In Your Lifetime)      |          |  |
| 2.      | «Be Free»                            |          |  |
| 3.      | «Lo Siento» (I'm Sorry)              |          |  |
| 4.      | «Boba Niña Nice» (Teenage Superstar) |          |  |
| 5.      | «Vivir» (Any Better)                 |          |  |

## Créditos
Personal
- Música dirigida y realizada por: Armando Ávila.
- Dirección musical: Chacho Gaytán y Maximiliano Imérito.
- Arreglos: Chacho Gaytán, Maximiliano Imérito y Ely DeRoss.
- Producción ejecutiva (concierto): Nacho Peregrín.
- Dirección ejecutiva y general: Antonio Acevedo R.

Las cápsulas aparecen bajo autorización de OCESA y Nacho Peregrín.
Músicos (en vivo)
- Teclados: Maximiliano Imérito.
- Guitarra y sampler: Ely Deross.
- Batería: Javier Barrera.
- Bajo: André Bideau Marín.
- Guitarra: Jean Paul Bideau Marín.
- Percusión: Raúl Oviedo.
- Coro: Farith Puente, Erika Gabriela y Luz García.
- Rap: Josh.

## Posicionamiento y certificaciones

### Listas
| Listas (2007)        | Posición |
| -------------------- | -------- |
| Venezuela Top 40 DVD | 34       |

### Certificaciones
| País   | Certificación |
| ------ | ------------- |
| México | Platino + Oro |